# Суперкубок Англії з футболу 1922
Суперкубок Англії з футболу 1922 — 9-й розіграш турніру. Матч відбувся 10 травня 1922 року між чемпіоном Англії клубом «Ліверпуль» та володарем кубка країни клубом «Гаддерсфілд Таун».
| Володар Суперкубка Англії 1922  |
| ------------------------------- |
|                                 |
| «Гаддерсфілд Таун» Перший титул |

## Учасники
| Клуб               | Участей | Роки (жирним виділено перемоги) |
| ------------------ | ------- | ------------------------------- |
| «Гаддерсфілд Таун» | дебют   |                                 |
| «Ліверпуль»        | дебют   |                                 |

## Матч

### Деталі
| 10 травня 1922 |

| «Гаддерсфілд Таун» | 1–0      | «Ліверпуль» |
| ------------------ | -------- | ----------- |
| Вілсон             | Протокол |             |

| Олд-Траффорд, Манчестер Глядачів: 20 000 |

|  |  |

| В                |  | Сенді Матч       |
| З                |  | Джеймс Вуд       |
| З                |  | Сем Водсворт     |
| ПЗ               |  | Чарлі Слейд      |
| ПЗ               |  | Том Вілсон (к)   |
| ПЗ               |  | Біллі Вотсон     |
| Н                |  | Джордж Річардсон |
| Н                |  | Френк Менн       |
| Н                |  | Ерні Ісліп       |
| Н                |  | Клем Стівенсон   |
| Н                |  | Біллі Сміт       |
| Головний тренер: |  |                  |
| Герберт Чепмен   |  |                  |

| В                |  | Еліша Скотт          |
| З                |  | Ефраїм Лонгворт      |
| З                |  | Дональд Маккінлі (к) |
| ПЗ               |  | Джок Макнаб          |
| ПЗ               |  | Валтер Ведсворт      |
| ПЗ               |  | Том Бромілоу         |
| Н                |  | Білл Лейсі           |
| Н                |  | Дік Форшоу           |
| Н                |  | Гаррі Чемберс        |
| Н                |  | Гаррі Бідлс          |
| Н                |  | Фред Гопкін          |
| Головний тренер: |  |                      |
| Девід Ешворт     |  |                      |